# Bilal Bafdili
Bilal Bafdili, né le 3 août 2004 à Charleroi en Belgique, est un footballeur belge qui joue au poste de milieu de terrain au KV Malines.

## Biographie

### En club
Né à Charleroi en Belgique, Bilal Bafdili débute par le futsal, mais opte finalement pour le football. Il est notamment formé par l'AFC Tubize, Waasland-Beveren, le Standard de Liège, avant de poursuivre sa formation au KV Malines. Les Malinois lui offrent son premier contrat professionnel en janvier 2023. C'est avec ce club qu'il fait ses débuts en professionnel, jouant son premier match avec le Jong KVM, l'équipe réserve de Malines, le 3 septembre 2023, lors d'une rencontre de championnat face aux KFC Turnhout. Titulaire lors de cette rencontre, son équipe s'impose quatre buts à trois. Lors de cette même rencontre, il inscrit son premier but avec l'équipe réserve.
Le 28 janvier 2023, il joue son premier match en championnat contre le KVC Westerlo. Remplaçant, il entre au jeu à la 76e à la place de Jannes Van Hecke. Son équipe s'incline deux buts à zéro,.
Peu à peu, il s'impose en équipe première, devenant un joueur régulier du onze de départ. Il est récompensé en juin 2024 par une prolongation de contrat avec les Malinwa. Il est alors lié au club jusqu'en juin 2027.

## Statistiques

### En club
| Saison                | Club                  | Championnat           | Championnat | Championnat | Championnat | Coupe(s) nationale(s) | Coupe(s) nationale(s) | Coupe(s) nationale(s) | Autres compétitions | Autres compétitions | Autres compétitions | Autres compétitions | Total | Total | Total |
| Saison                | Club                  | Division              | M.          | B.          | P.d.        | M.                    | B.                    | P.d.                  | Comp.               | M.                  | B.                  | P.d.                | M.    | B.    | P.d.  |
| 2022-2023             | Jong KVM              | Nationale 2           | 22          | 11          | 0           | -                     | -                     | -                     | -                   | -                   | -                   | -                   | 22    | 11    | 0     |
| 2023-2024             | Jong KVM              | Nationale 2           | 6           | 4           | 0           | -                     | -                     | -                     | -                   | -                   | -                   | -                   | 6     | 4     | 0     |
| Sous-total            | Sous-total            | Sous-total            | 28          | 15          | 0           | -                     | -                     | -                     | -                   | -                   | -                   | -                   | 28    | 15    | 0     |
| 2022-2023             | KV Malines            | Division 1A           | 2           | 0           | 0           | -                     | -                     | -                     | -                   | -                   | -                   | -                   | 2     | 0     | 0     |
| 2023-2024             | KV Malines            | Division 1A           | 11          | 2           | 0           | 1                     | 0                     | 0                     | PO2                 | 8                   | 1                   | 1                   | 20    | 3     | 1     |
| 2024-2025             | KV Malines            | Division 1A           | 25          | 2           | 0           | 2                     | 2                     | 1                     | PO2                 | 7                   | 0                   | 1                   | 34    | 4     | 2     |
| 2025-2026             | KV Malines            | Division 1A           | 4           | 1           | 1           | -                     | -                     | -                     | -                   | -                   | -                   | -                   | 4     | 1     | 1     |
| Sous-total            | Sous-total            | Sous-total            | 42          | 5           | 1           | 3                     | 2                     | 1                     | -                   | 15                  | 1                   | 2                   | 60    | 8     | 4     |
| Total sur la carrière | Total sur la carrière | Total sur la carrière | 70          | 20          | 1           | 3                     | 2                     | 1                     | -                   | 15                  | 1                   | 2                   | 88    | 23    | 4     |